# Oppstryn

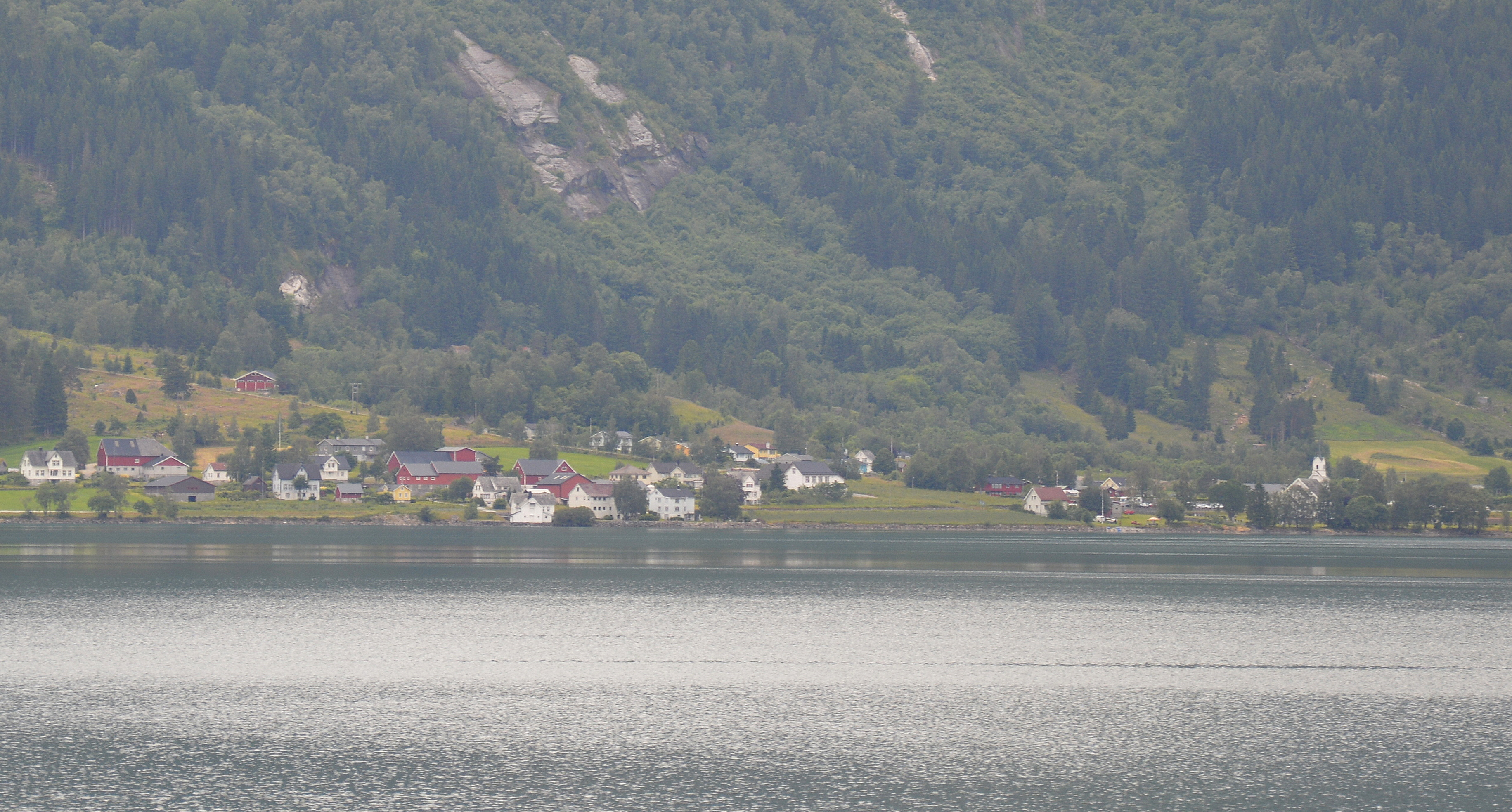
Oppstryn

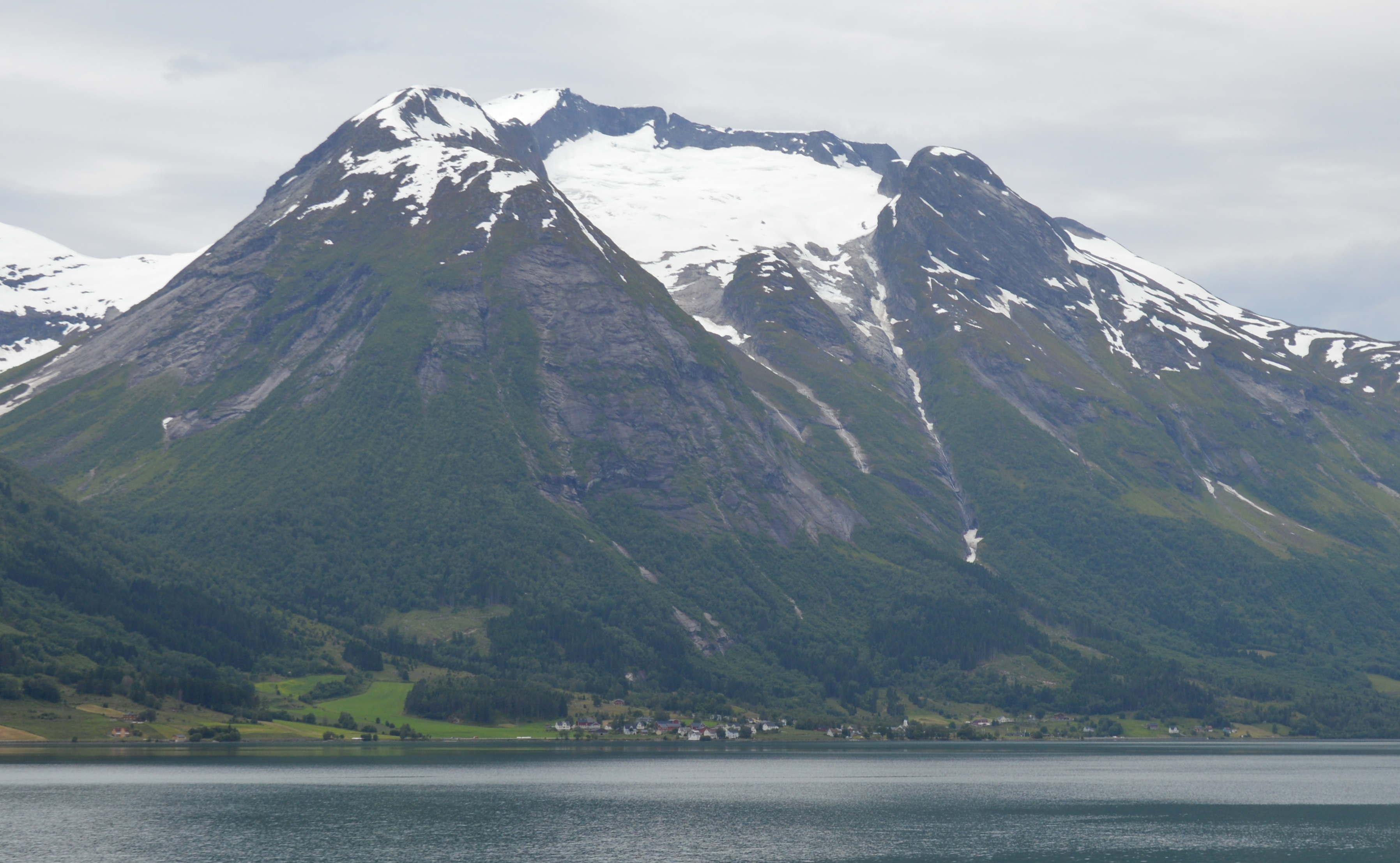
Blick auf die Ortslage

Oppstryn ist ein Dorf in der Kommune Stryn der norwegischen Provinz Vestland.
Es liegt am südwestlichen Ufer des Sees Oppstrynsvatnet am Fuß des Berges Sandvikfjellet. Von Süden her mündet hier aus dem Tal Fosdalen der Gebirgsfluss Fosdøla in den See. Durch den Ort führt der Riksvei 15. Auf der anderen Seeseite, etwa drei Kilometer östlich, liegt der Ort Hjelle.
Im Ort befindet sich die 1883 errichtete denkmalgeschützte Kirche von Oppstryn. Am westlichen Ortsrand befindet sich das Jostedalsbreen Nasjonalparksenter, des sich südlich erstreckenden Jostedalsbreen-Nationalparks.

## Persönlichkeiten
In Oppstryn wurden der Autor Amund Mork (1884–1963), der Politiker Edvard Solheim (1891–1989), die Autorin Anny Berge Alsaker (* 1927) und der Politiker Kjell Mork (1948–2012) geboren.